# Betreuungslastkraftwagen
| Betreuungslastkraftwagen | Betreuungslastkraftwagen                                                    |
| Fahrzeugdaten            | Fahrzeugdaten                                                               |
| ------------------------ | --------------------------------------------------------------------------- |
| Besatzung:               | 3, 5 oder 6 (darunter: 1 Feldkoch, 1 Küchentechniker, 1 Verpflegungshelfer) |
| Verwendet von:           | DRK, ASB, Malteser, JUH, DLRG, Feuerwehr                                    |
| Antrieb:                 | Hinterachsantrieb                                                           |
| Zul. Gesamtmasse:        | 7,49 t                                                                      |

Der Betreuungslastkraftwagen (BtLKW), auch Gerätewagen Betreuung (GW-Bt, GW-B oder nach BBK GW Bt), im Rahmen der MTF Gerätewagen Logistik Betreuung (GW Log Bt) oder seltener Lastkraftwagen Logistik Betreuung (LKW Log Bt) genannt, ist ein Fahrzeug des Fachdienstes Betreuung sowie Verpflegungsdienstes des Zivil- und Katastrophenschutzes in Deutschland.

## Aufgaben
Der Betreuungslastkraftwagen wird zusammen mit einem Feldkochherd (FKH) vom Bund den im Zivilschutz tätigen Hilfsorganisationen zur Verfügung gestellt. Diese Einheit dient der Verpflegung von Einsatzkräften oder Hilfsbedürftigen.
Grundsätzlich erfolgt die Zubereitung und Ausgabe der Verpflegung an stationären Einrichtungen mit Strom- und Wasserversorgung. Die mitgeführte Ausstattung erlaubt aber auch einen unabhängigen Betrieb.
Neben dem Transport des notwendigen Materials und des Verpflegungstrupps, kann der BtLKW nach Aufbau des FKH und des Zeltes zum Transport von Lebensmitteln und bis zu 2000 Litern Trinkwasser eingesetzt werden. Die zubereitete Verpflegung kann in isolierten Speisebehältern auch zu entfernten Ausgabestellen transportiert werden.

## Einheiten
Der Betreuungslastkraftwagen gehörte ursprünglich zur Verpflegungsgruppe des Betreuungszuges (STAN-Nr. 061), welche aus drei BtLKW mit einer gleichen Anzahl an FKH bestand. Heute gehört der Betreuungslastkraftwagen als Fahrzeug des Verpflegungstrupps zur Betreuungsgruppe der Einsatzeinheit. In der Regel wird er – auch aufgrund seiner geringen Besatzung – durch einen Betreuungskombi oder ein ähnliches Fahrzeug ergänzt.

## Normung
Der BtLKW ist in keiner DIN genormt, jedoch gibt es Ausstattungsnachweise vom Bundesamt für Bevölkerungsschutz und Katastrophenhilfe (BBK). Daneben gibt es in Rheinland-Pfalz (siehe unten) ebenso eine Normierung per Technischer Richtlinie Nr. 4 des Innenministeriums für einen Gerätewagen Betreuung (GW-B).

## Geschichte
Das erste Mal taucht der BtLKW im Jahr 1975 als Zugfahrzeug für den FKH auf. Die ersten Fahrzeuge sind MAN 7.90 F. Bis zum heutigen Tag werden fünf weitere Fahrzeugtypen als Nachfolger beschafft. Die neueste Beschaffung erfolgt auf Basis des Iveco Eurocargo.
Teilweise waren auch alte Arzttruppkraftwagen als Platzhalter-Fahrzeuge im Einsatz.

## Ausstattung (Beispiel)
Die Beladung eines Betreuungslastkraftwagens kann beispielsweise unter anderem folgende Gegenstände umfassen:
| Teil                                      | Anzahl |
| ----------------------------------------- | ------ |
| Sprechfunkgerätesatz FuG 8b-1             | 1      |
| Trinkwasserbehälter 20 l                  | 10     |
| Wasserversorgungssatz                     | 1      |
| Folienabsperrband 500 m                   | 1      |
| Erdstab mit Leineneinhängegabel           | 10     |
| Küchenzelt                                | 1      |
| Zeltleuchte                               | 4      |
| Leiter 1.700 mm                           | 1      |
| Speisentransportbehälter 26 l             | 6      |
| Stromerzeuger 5 KVA                       | 1      |
| Kraftstoffkanister 20 l für Stromerzeuger | 1      |
| Kraftstoffkanister 20 l für Fahrzeug      | 2      |
| Netzleitungstrommel 50 m mit 3 Steckdosen | 2      |
| Netzleitung 3 m mit Personenschutzadapter | 1      |
| Netzleitung 10 m                          | 1      |

## Gerätewagen Betreuung (Rheinland-Pfalz)
Der Gerätewagen Betreuung (GW-B) nach Technischer Richtlinie Nr. 4 des Landes Rheinland-Pfalz basiert auf einem Mehrzweckfahrzeug (MZF 2). Er führt unter anderem 10 Krankentragen, 25 Feldliegen bzw. Feldbetten, Desinfektionsmaterial, Wasserkanister für 100 Liter, Hygiene- und Schutzausrüstung, zwei beheizbare Zelte, einen Stromerzeuger sowie Beleuchtungssatz, Wasserkocher, Büroartikel und Material zur Patientendokumentation (u. a. 10 Verletztenanhängekarten) mit.

## Sonderfall Nordrhein-Westfalen
| Betreuungslastkraftwagen NRW | Betreuungslastkraftwagen NRW           |
| Fahrzeugdaten                | Fahrzeugdaten                          |
| ---------------------------- | -------------------------------------- |
| Besatzung:                   | 0 / 1 / 2 / 3                          |
| Verwendet von:               | DRK, ASB, Malteser, JUH                |
| Geschwindigkeit:             | 110 km/h                               |
| Verwendet bei:               | Katastrophenschutz Nordrhein-Westfalen |
| Zul. Gesamtmasse:            | 7,5 t                                  |

In Nordrhein-Westfalen wurden die vorhandenen (ehemaligen bundeseigenen) Bt-LKW auf Iveco Eurocargo mit Pritsche und Plane größtenteils an das Land NRW übereignet. Im Zuge dessen wurden die Fahrzeuge im Herbst 2011 mit Ladebordwand, Rollwagen-System, Digitalfunk und LED-Warnanlagen nachgerüstet.
Serie 2013
Im Jahr 2013 beschaffte das Land NRW 45 zusätzliche Bt-LKW auf Mercedes-Benz Vario mit Schwenkwandaufbau der Firma Ewers.
Serie 2016
Im Jahr 2016 wurden weitere 36 Betreuungslastkraftwagen, ebenfalls mit Schwenkwandaufbau der Firma Ewers, auf Mercedes-Benz Atego beschafft. BtLKW-NRW 2016. Abgerufen am 28. Juni 2022.
BtLKW-NRW. Abgerufen am 28. Juni 2022.
Serie 2019–2021
Ebenso wurden in den Jahren 2019 (52), 2020 (33) und 2021 (23) Betreuungslastkraftwagen auf Basis Mercedes-Benz Atego 918 erstmals in Weiß mit Schwenkwandaufbau der Fa. Ewers beschafft.

### Konzept für den Betreuungsplatz 500
Das aktuelle Konzept für den Betreuungsplatz 500 in NRW sieht keine Zubereitung von Warmverpflegung im Feld und dementsprechend auch keine Feldkochherde mehr vor. Da viele Einsatzeinheiten jedoch noch über (oftmals organisationseigene) Feldkochherde verfügen, wurde der im September 2013 ausgelieferte Betreuungs-LKW NRW mit entsprechenden Zugeinrichtungen ausgestattet:

Das Fahrzeug verfügt sowohl über eine Kugelkopfkupplung mit 12-V-Beleuchtungsanlage als auch über eine Bolzenkupplung mit durchgehender Druckluftbremsanlage und 24-V-Beleuchtungsanlage. Als Besonderheit ist die zulässige Anhängelast der Bolzenkupplung von 1500 kg bei ungebremsten Anhängern zu nennen. Diese ist im Hinblick auf die noch vielfach vorhandenen, bei einem zulässigen Gesamtgewicht von 1200 kg lediglich mit einer manuellen Feststellbremse ausgerüsteten, Feldkochherde vom Typ Progress 57/4 auf Sonderanhänger 57/5 verbaut worden.